# ヘイズルトン (ペンシルベニア州)
ヘイズルトン（英: Hazleton）は、アメリカ合衆国ペンシルベニア州のルザーン郡にある都市。人口は2万9963人（2020年）。郡内ではウィルクスバリに次ぐ第2位の都市である。

## 歴史

### シュガーローフ虐殺
1780年夏、アメリカ独立戦争の最盛期に、トーリーと呼ばれたイギリス同調者達がニューヨークのモホーク・バレーから集まり、ペンシルベニア北東部のサスケハナ川沿いで独立推進派への攻撃を始めた。この地域でのトーリーの動きに関する報告があったので、ダニエル・クレイダー大尉とノーサンプトン郡から41名の小隊がその調査に派遣された。この隊は「戦士の道」と呼ばれた道伝いに（現在ではペンシルベニア州道93号線）リーハイ・バレーから北に進んだ。このルートはジムソープ（元はモークチャンクと呼ばれた）のリーハイ川とバーウィックのサスケハナ川とを繋いでいる。
クレイダー大尉の隊は北に向かって、現在のコニンガムまで進んだ時に、セネカ族インディアンとトーリーの民兵に待ち伏せされた。9月11日に全部で15名が殺され、後にシュガーローフ虐殺と呼ばれるようになった。
キリスト教の一派であるモラビア教会の宣教師ニコラウス・ルドヴイッヒ・ツィンツェンドルフがワイオミング・バレーに行くために初めて「戦士の道」を使って以後、18世紀初期から信徒がこの道を使っていた。この「戦士の道」の延長には豊富にハシバミの木があった。モラビア教徒はその地域を「聖アンソニーの荒野」と呼んだが、その後「ヘイゼル湿地」と呼ばれるようになった。この名称はそれ以前にインディアンが使っていたものだった。
モラビアの宣教師達がペンシルベニアのベスレヘムの開拓地からシュガーローフ虐殺の起きた場所に派遣され、死んだ兵士の遺体を埋葬した。コニンガム・バレーには絵のように美しい自然美があったので、モラビア教徒の中にはそこに留まる決心をした者もおり、1782年にはネスコペック・クリーク沿いにセントジョンズの開拓地を設立した。そこは現在州間高速道路80号線と州間高速道路81号線の交差する所に近い。

### ジェイコブ・ドラムヘラーの駅馬車休憩所
18世紀後期から19世紀初期、「戦士の道」が拡張され、バーウィック・ターンパイクとなった。後にはウィルクスバリとマッキーンズバーグを結ぶ道路が建設された。この道が現在のヘイズルトン中心街、ブロード通りとバイン通りのある場所で、バーウィック・ターンパイクと交差した。ジェイコブ・ドラムヘラーという起業家が、この交差点は休憩所をおくために絶好の場所だと判断し、1809年、後にヘイズルトンとなる場所で最初の建物を建設した。その近くに幾つかの建物や家屋が建てられ始めたが、その後の20年以上もこの地域は深い荒野のままだった。小規模の製材業が行われている以外、他にはほとんど提供できるものが無かった。ジェイコブ・ドラムヘラーはコニンガム共同墓地に埋葬されている。

### 石炭の発見

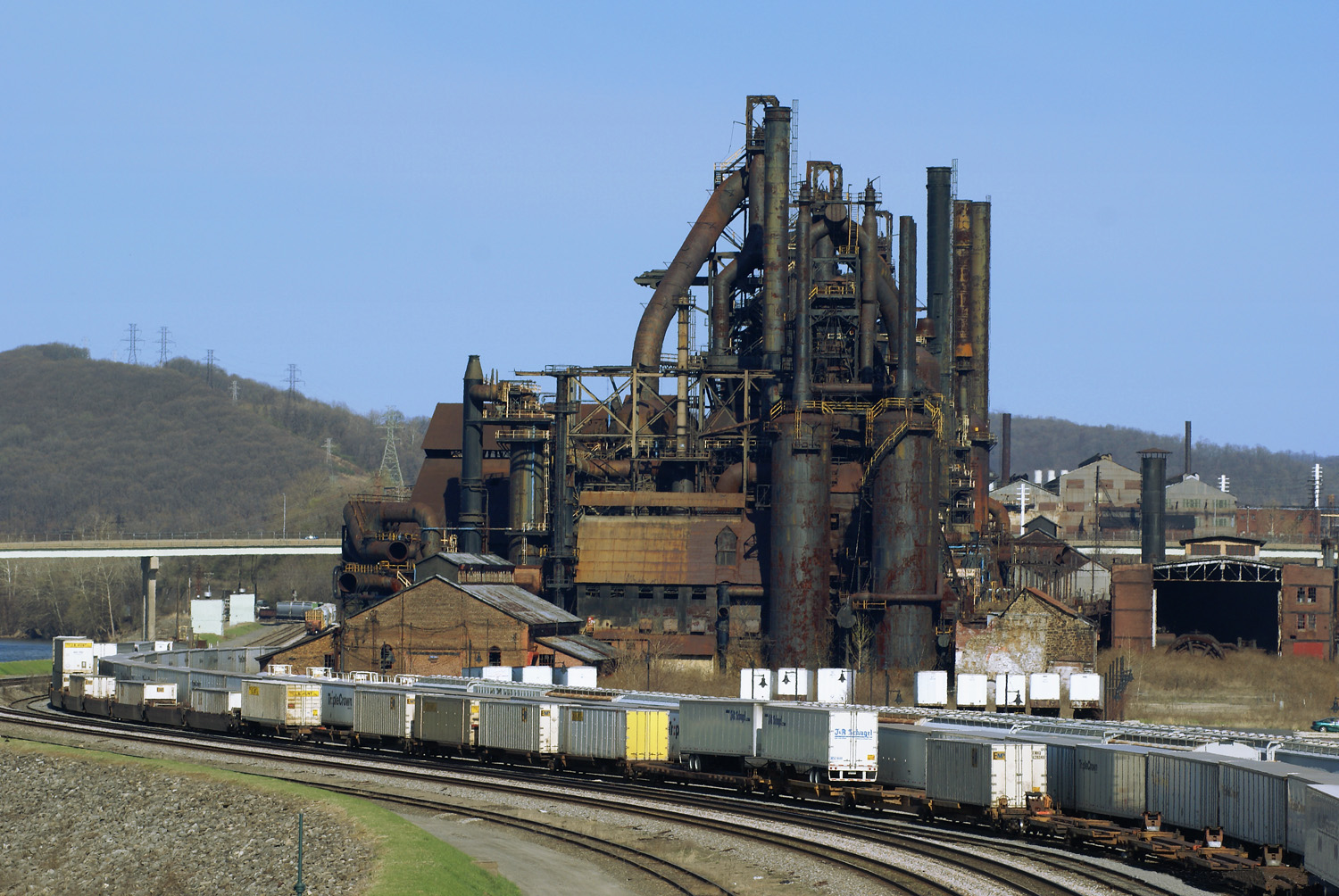
ヘイズルトンで掘り出された無煙炭はアメリカ産業革命の時代にリーハイ運河を使ってベスレヘム・スチールまで運ばれた

1818年、探鉱者ナサニエル・ビーチとテンチ・コークスによって、近くのビーバーメドウズに無煙炭の埋蔵が発見されたという以前の噂が実証されると、フィラデルフィアの鉄道開発者がヘイズルトン地域に興味を持つようになった。
ニューヨーク市の若い技師、アリオビスタス・"アリオ"・パーディがビーバーメドウズの地勢を測量するために雇われ、ジムソープのリーハイ川運河からビーバーメドウズまで鉄道を延伸させる実現性について報告した。パーディは、そのビーバーメドウズの地域が既にコークスとビーチに支配されていることを知りながら、現在のヘイズルトンで広い土地を購入した。この投資は非常に魅力があることが証明された。その土地には大量の無煙炭の炭田の一部が含まれていた。パーディはヘイズルトン設立の父と呼ばれることになった。
パーディは1836年にヘイズルトン石炭会社を法人化した。同年には、リーハイ・バレーの市場とを結ぶ鉄道が完成しようとしていた。
ヘイズルトン石炭会社が、チャーチ通りの現在ヘイズルトン市役所のある場所に最初の学校を建設した。パーディはチャーチ通りとブロード通りの角にヘイズルトンでは初の教会も建設した。ブロード通りの現在はチャーチ通りとローレル通りの間の北側ブロックにパーディの邸宅が建設された。
石炭産業はその労働力として多くの移民を惹きつけ、1840年代と1850年代には主にドイツ系とアイルランド系、1860年代から1920年代にはイタリア、ポーランド、ロシア、リトアニア、スロバキア、モンテネグロからの移民が入って来た。
ヘイズルトンで掘り出された石炭はベスレヘム・スチール社の大型高炉の燃料となり、アメリカ合衆国を世界の工業大国として成長させることに貢献した。

### パッチの町
地元の者が「パッチの町」あるいは単に「パッチ」としばしば呼んでいた多くの小さな企業城下町がヘイズルトンを取り囲んだ。これらの町は石炭会社が坑夫やその家族を住まわせる住宅を供給するために造ったものであり、以下のものがあった。
- ビーバーメドウズ - ここで石炭が発見された
- ストックトン - ジョン・ストックトンが設立した
- ジーンズビル - ジェイムズ・ミレンズが設立した
- ミルネスビル - ジェイムズ・ミレンズが設立した
- トレスコー - 元はダッチタウンと呼ばれた
- ジューンデール - 元はコルレインと呼ばれた
- フリーランド - 当初はフリーホールドと呼ばれた（サウスハーバートンの南、1846年にジョセフ・バークベックが設立）
- マカドゥー - 当初はプレザントヒル、その後セイラーズヒルと呼ばれていた
- ウェストヘイズルトン - コンラッド・ホーンが設立した
- エックリー - エックリー・B・コークスが設立した
- ジェッド - ヘイズルトン石炭会社が石炭を輸出した日本の港（江戸）から名付けられた
- ハリウッド - ヘイズルトンの一部。カリフォルニア州ハリウッドよりも前に命名されていた
- ウェザリー - ヘイズルトン郊外の小さなボロ

### 突然の繁栄と成長
1857年1月5日、ヘイズルトンはボロとして法人化された。当初の名前は「Hazelton」と綴られる予定だったが、事務官が手続きの間に綴りを誤り、それ以来現在の「Hazleton」が使われている。ボロで最初の消防団であるパイオニア消防団は1867年に南北戦争から帰還して来た兵士によって組織された。1891年12月4日には市として法人化された。この時の人口は約14,000人と推計されていた。
1891年、ヘイズルトンは市全体に配電網を組んだことで、アメリカ合衆国3番目の都市になった。
1897年9月10日、ヘイズルトンの近くでラティマー虐殺が起こった（抗議行動に出た炭鉱労働者の虐殺）。

### 第二次世界大戦後のヘイズルトン
第二次世界大戦後、石炭よりも綺麗で効率の良い燃料が使われるようになり、石炭に対する需要は減退を始めた。直ぐに使えて安いエネルギーが製造業への道を開いた。デュプラン・シルク・コーポレーションが開設され、世界最大の絹の工場になった。服飾産業が繁栄し、ニューヨーク市のギャング、アルバート・アナスタシアが投資して来た。
1947年、オートライト・コーポレーションが東部で操業拡張の機会を探り、ヘイズルトンに目を付けた。オートライトの役員が地域に来て調査し、その報告書でヘイズルトンは「山の荒野」、大きな水源、鉄道、トラック道、空港も無いと報告した。これに反応した地域の指導者達がこの問題に対処するために集まった。
CAN-DO（コミュニティ・エリア新開発組織）が1956年に、エドガー・L・デッセン博士によって正式に組織された。その主たる目的は「週10セント」キャンペーンを通じて資金を集めることであり、地域住民が歩道に置かれた箱に毎週10セント銅貨をいれ、それをCANDOが集めることとされた。この組織は25万ドル以上を集め、それで500エーカー (2.0 km2) 以上の土地を購入し、それを産業団地に転換した。このCANDOの動きがあったので、ヘイズルトンは1964年に全米都市賞を贈られた。ヘイズルトン経済は現在、州間高速道路80号線と同81号線に比較的近いことを活かして、製造業と輸送業に大きく依存している。
2002年12月、雑誌「USニューズ&ワールド・レポート」に掲載された『ペンシルベニアからの手紙: 明日に必要とされる町」と題する記事で、ヘイズルトンの欠点を世界に報告していた。地元政治家や経営者などによって批判され、再度地元指導者は町が直面する問題に対処するよう求められている。

### 人口動態の変化と新しい移民の波
2006年、ヘイズルトンは、共和党員市長ルー・バーレッタと市政委員会が不法移民排除法を成立させて、全国の注目を集めた。この条例は不法移民に対する雇用と部屋の賃貸しを止めさせる制度だった。当初は、不法移民に部屋を貸した場合と違反に対する許可の喪失に対して、不動産所有者に1,000ドルの管理料を払わせるものだった。これと同時に英語をヘイズルトンの公式言語とする条例も成立した。
ルー・バーレッタ市長は、ヘイズルトンに居住する推計1万人のヒスパニック系住民の「半分ほど」が、この条例が成立したときにヘイズルトンを離れると推計していた。この問題は2006年にCBSテレビの番組『60 Minutes』で、さらに2007年3月にはFOXニュースの番組『ザ・オライリー・ファクター』で取り上げられた。
この条例は違法で違憲であると批判された。多くの住民（不動産所有者、企業オーナー、この条例で違法と規定された合法外国人、および不法外国人）が、アメリカ合衆国憲法の最高優越条項さらには同修正第1条と、修正第14条に違背すると主張して、条例の無効化を図るために訴訟に訴えた。第一審の後、アメリカ合衆国最高裁判所からの差し戻しを含め数度の控訴審が開かれ、第三巡回裁判所が、連邦法の専占を理由にこの条例を無効と判断した。

## 地理
ヘイズルトンは北緯40度57分32秒 西経75度58分28秒 / 北緯40.95889度 西経75.97444度 (40.958834, −75.974546)に位置している。
アメリカ合衆国国勢調査局に拠れば、市域全面積は6.0平方マイル (16 km2)であり、全て陸地である。
ヘイズルトンはタマクァ・ボロの北12マイル (19 km)、スクラントン/ウィルクスバリの南30マイル (48 km) に位置している。ペンシルベニア州のリッジ・アンド・バレー地域にあり、スプリング山と呼ばれる台地のうえにある。最高地点は1,886フィート (575 m) あり、ミシシッピ川以東の都市では最高クラス、もちろんペンシルベニア州でも最高の都市である。デラウェア川とサスケハナ川の流域を分ける分水界に跨っている。

### グレーター・ヘイズルトン
ヘイズルトンとその周辺の町を集合的にグレーター・ヘイズルトンと呼んでいる。南のルザーン郡、北のスクーカル郡、同じくカーボン郡の3郡に跨っている。人口は2010年国勢調査時点で77,187人である。ヘイズルトン市の他に、ビーバーメドウズ、コニンガム、フリーランド、ジェッド、マカドゥ、ウェザリー、ウェストヘイズルトン、ホワイトヘイブンの各ボロ、ブラッククリーク、バトラー、イーストユニオン、クライン、フォスター、ヘイズル、ラッシュ、シュガーローフの各タウンシップ、さらに町、村、国勢調査指定地域として、オーデンリード、コークスビレッジズ、ドリフトン、ドラムス、エバーベール、エックリー、ファーングレン、ハドック、ハーレー、ハーウッドマインズ、ヘイズルブルック、ハイランド、ハリウッド、ホームタウン、ハドソンデール、ハンボルトビレッジ、ハンボルト産業団地、ジャパン、ジーンズビル、ジューンデール、ケレイアーズ、キスリン、ラティマー、ミルネスビル、ニューレンバーグ、オナイダ、パーディズビル、クァカキ、セントジョンズ、サンディラン、スティルクリーク、ストックトン、サイバーツビル、リングタウン、シェップトン、トムヒッケン、トレスコー、アッパーリーハイ、ウェストン、サイオングローブがある。

## 人口動態
以下は2000年国勢調査による人口統計データである。
| 基礎データ - 人口: 23,329 人 - 世帯数: 10,281 世帯 - 家族数: 6,004 家族 - 人口密度: 1,508.8人/km2（3,904.6 人/mi2） - 住居数: 11,556 軒 - 住居密度: 747.4軒/km2（1,934.1 軒/mi2） 人種別人口構成 - 白人: 94.70% - アフリカン・アメリカン: 0.82% - ネイティブ・アメリカン: 0.16% - アジア人: 0.65% - 太平洋諸島系: 0.01% - その他の人種: 2.76% - 混血: 0.89% - ヒスパニック・ラテン系: 4.85% 先祖による構成 - イタリア系：32.1% - ポーランド系：14.1% - ドイツ系：13.9% - アイルランド系：13.2% - スロバキア系：11.4% - オランダ系：5.5% - イギリス系：3.4% - アメリカ人：2.8% - ギリシャ系：2.2% - ウクライナ系：1.5% | 年齢別人口構成 - 18歳未満: 21.0% - 18-24歳: 7.8% - 25-44歳: 26.8% - 45-64歳: 22.2% - 65歳以上: 22.2% - 年齢の中央値: 41歳 - 性比（女性100人あたり男性の人口） - 総人口: 87.7 - 18歳以上: 82.7 世帯と家族（対世帯数） - 18歳未満の子供がいる: 24.0% - 結婚・同居している夫婦: 40.1% - 未婚・離婚・死別女性が世帯主: 13.6% - 非家族世帯: 41.6% - 単身世帯: 37.0% - 65歳以上の老人1人暮らし: 19.4% - 平均構成人数 - 世帯: 2.23人 - 家族: 2.93人 収入と家計 - 収入の中央値 - 世帯: 28,082米ドル - 家族: 37,093米ドル - 性別 - 男性: 31,144米ドル - 女性: 20,926米ドル - 人口1人あたり収入: 17,270米ドル - 貧困線以下 - 対人口: 14.2% - 対家族数: 10.4% - 18歳未満: 20.4% - 65歳以上: 11.6% |

以下は2010年国勢調査による人口統計データである。
| 基礎データ - 人口: 25,340 人 - 世帯数: 9,798 世帯 - 家族数: 6,162 家族 - 人口密度: 1583.75人/km2（4,223.3 人/mi2） - 住居数: 11,409 軒 - 住居密度: 713.1軒/km2（1901.5 軒/mi2） 人種別人口構成 - 白人: 69.4%（非ヒスパニック系白人: 59.0%） - アフリカン・アメリカン: 4.0% - ネイティブ・アメリカン: 0.2% - アジア人: 0.8%（インド系: 0.3%） - 太平洋諸島系: 0.03% - その他の人種: 22.0% - 混血: 3.4% - ヒスパニック・ラテン系: 37.3% - ドミニカ系：21.0% - プエルトリコ系：6.7% - メキシコ系：3.5% | 年齢別人口構成 - 18歳未満: 25.3% - 18-24歳: 10.3% - 25-44歳: 24.1% - 45-64歳: 24.2% - 65歳以上: 16.1% - 年齢の中央値: 31歳 - 性比（女性100人あたり男性の人口） - 総人口: 93.6 - 18歳以上: 90.4 世帯と家族（対世帯数） - 18歳未満の子供がいる: 32.8% - 結婚・同居している夫婦: 35.9% - 未婚・離婚・死別女性が世帯主: 19.8% - 非家族世帯: 37.1% - 単身世帯: 31.9% - 65歳以上の老人1人暮らし: 15.0% - 平均構成人数 - 世帯: 2.54人 - 家族: 3.19人 - 貧困線以下 - 対人口: 6.7%（州全体では12.5%） |

## 経済
ヘイズルトンの鉱業と服飾産業の全てが過去50年間で消えて行った。CANDOと実際的高規格道路のインフラ、ヘイズル・タウンシップのフンボルト産業団地といった動きが、コカコーラ、ハーシー、オフィスマックス、シモンズ・ベディング・カンパニー、マイケルズ、ネットワーク・ソリューションズ、オートゾーン、ジェネラルミルズ、ウェアミネラルズ、EBブランズ、Amazon.comといった企業を誘致して来ており、配送、製造、物流などの操作を行っている。

## 著名な出身者

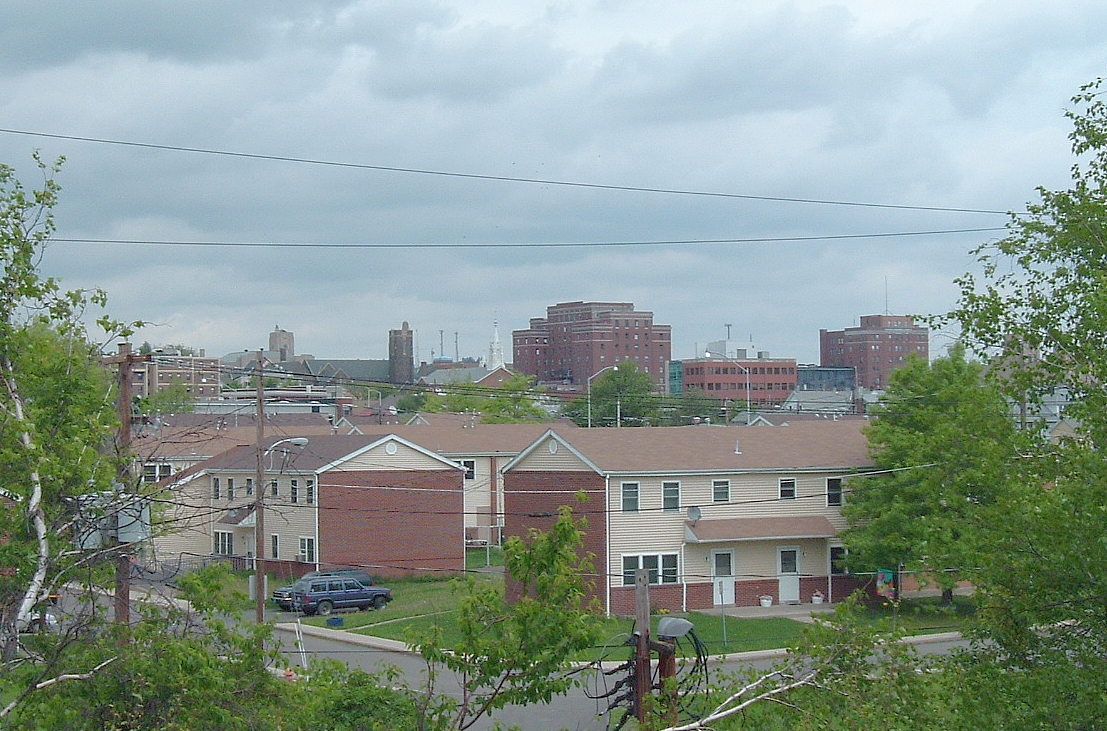
ヘイズルトン中心街を南から望む

- ヒュービー・ブラウン、元NBAバスケットボールのコーチ、テレビのバスケットボール解説者
- ラス・キャンズラー、メジャーリーグベースボール選手、ニューヨーク・ヤンキース他
- サラ・ナウス、1999年までの長寿世界一、119歳
- ノーム・ラーカー、メジャーリーグベースボール選手、ロサンゼルス・ドジャース他、オールスターゲームにも出場、ビーバーメドウズ出身
- ジャック・パランス、俳優、ヘイズル・タウンシップ出身、アカデミー賞受賞（助演男優賞）
- アンバー・リー・エッティンガー、モデル、オバマガール

## メディア

### 新聞
- 「スタンダード・スピーカー」、日刊紙、朝刊紙の「スタンダード・センティネル」と夕刊紙の「プレーン・スピーカー」を併せた
- 「ポーダー・ラティノ」月刊のヒスパニック系新聞、ペンシルベニア州北東部が対象[25]

### ラジオ
- WAZL-AM、1490 Hz,　1932年から放送、スタジオが市内ポプラ通りにある

### テレビ
- Local News 13（パブリック・アクセステレビ[26]）
- WYLN-35、35チャンネル、ケーブルテレビは7チャンネル[27]

## 教育
ヘイズルトン最初の学校は1830年代にヘイズルトン石炭会社が建てた。私立の小学校であり、チャーチ通りとグリーン通りの角にあり、現在はヘイズルトン市役所が建っている。ヘイズルトン高校が1875年に建設された最初の高校であり、パイン通りとヘムロック通りの角、現在ではパイン通り遊技場がある場所にあった。ビショップハフェイ高校がヘイズルトンでは唯一のローマ・カトリック系高校であり、スクラントン教区が所有していた。1971年に開校し、2007年、元司祭ジョセフ・F・マーティノの命令で閉校になった。

### ヘイズルトン地域教育学区
1966年から1992年、ヘイズルトン地域教育学区が、ヘイズルトン、フリーランド、ウェストヘイズルトンの各高校を除いて、地域の全ての高校を閉校させた。ヘイズルトン地域高校は1992年から1993年の教育年度に23番通り西1601に開校され、残っていた地域高校の完全な統合になった。
ヘイズルトン地域教育学区は広さ300平方マイル (780 km2) をカバーしており、州内最大の学区である。学区内に3つの郡、1市、6ボロ、9タウンシップ合計16自治体が入っている。入学児童生徒数は1万人を超える。2004年、ヘイズルトン地域高校は州内で11番目に大きな高校だった。
以下は学区内の学校のリストである
- アーサー通り小学校
- ドラムス小学校 / 中学校
- フリーランド小学校 / 中学校
- ヘイズルトン地域科学アカデミー
- ヘイズルトン地域芸術人道アカデミー
- ヘイズルトン地域高校
- ヘイズルトン地域職業訓練センター
- ヘイズルトン小学校 / 中学校
- ヘイズル・タウンシップ初期学習センター
- ハイツ・テラス小学校 / 中学校
- メイプルマナー 小学校 / 中学校
- マカドゥ・ケレイアーズ小学校 / 中学校
- バレー小学校 / 中学校
- ウェストヘイズルトン小学校 / 中学校

### 私立学校
- MMI 予備校
- 聖家族アカデミー（元セントジョセフ記念学校の跡地にある）ローマ・カトリック教会スクラントン教区が所有
- イマヌエル・クリスチャン学校

### 高等教育機関
- ペンシルベニア州立大学ヘイズルトン校（英語版）
- ラッカワナ・カレッジ（英語版）
- ルザーン郡コミュニティ・カレッジ（英語版）
- マッカン経営技術学校（英語版）

## 市政府
ヘイズルトン市政府は、1人の市長と、5人の委員で構成する市政委員会が統治している。

## 交通とインフラ

### 航空
ヘイズルトンの商業旅客空港はアボカにあるウィルクスバリ・スクラントン国際空港である。リーハイ・バレー国際空港も利用できる。ヘイズルトン市民空港は一般用途空港である。

### 公共交通
ヘイズルトン公共交通は市の公共サービス部に属し、市内と近隣の町を結ぶ、9つのバス路線を運航している。

### 鉄道
現在は市内で旅客鉄道が運行されていない。貨物列車はノーフォーク・サザン鉄道が運行しており、地域の中心になっている。

### 道路
ヘイズルトン地域の外郭を3本の州間高速道路が通っており、市内向け出口がある。
- 州間高速道路81号線、南のテネシー州ダンドリッジから、北のニューヨーク州ウェルズリーアイランドに通っている
- 州間高速道路80号線、西のカリフォルニア州サンフランシスコから東のニュージャージー州フォートリーに通っている
- 州間高速道路476号線、ペンシルベニア・ターンパイクの北東延伸部、州内チェスターからスクラントンに近いクラークスサミットに通っている

市内にはチャーチ通り、ブロード通り、CANDOイクスプレスウェイ、アーサー・ガードナー・パークウェイ、22番通りと5本の幹線道が通っている

## 博物館と組織
- エックリー・マイナーズ・ビレッジ
- グレーター・ヘイズルトン歴史協会と博物館[28]
- ヘイズルトン地域公共図書館
- MPB コミュニティ・プレイアーズ
- ニューレンバーグ・コミュニティ・プレイアーズ
- ペンシルベニア芸能劇場

## 公園とレクリエーション

### 毎年開催の祭
ヘイズルトンで毎年開催されるストリート祭、ファンフェストは通常9月の第2週末に行われる。この祭では工芸品のショー、車のショー、地元バンドの公演、多くの賭け事が行われる。パレードは最後の日曜日にある。バレーデイは8月の第1週末にコニンガムで開催される。モースト・プレシャス・ブラッド・ローマ・カトリック教会のマドンナ・デル・モンテの祭など教会主催の祭は、イタリアの文化遺産を保存するために祝われている。この祭りでは町の東側の通りを、教会からモンゲス通りにあるキークラブまで、ろうそくハウスを担いだ男性が行き来する。

### 地域公園と屋外娯楽
- アルトミラー遊技場
- ヘイズル・タウンシップ・コミュニティ公園とサッカー場
- イーグルロック・リゾート（民営）
- パインズ・ゴルフコースのエッジウッド
- グレーター・ヘイズルトン・レイルズ・トゥ・トレイルズ
- ヒッコリーラン州立公園
- リーハイ谷州立公園
- パラゴン・オフロード・アドベンチャー公園
- バレー・カントリークラブ・ゴルフコース（民営）
- ホワイトウォーター・チャレンジ、ジムソープ

### スポーツ
ヘイズルトンは長くマイナーリーグ野球チームの本拠地だった。1934年4月14日、フィラデルフィア・フィリーズがニューヨーク・ペン・リーグのヘイズルトン・マウンテニアーズと傘下契約をした。これはフィリーズにとっても初めてのマイナーリーグとの契約だった。ヘイズルトンでプレイした最後のマイナーリーグ野球チームは1950年のヘイズルトン・ドジャースだった。これはブルックリン・ドジャースのファームチームであり、クラスDのノース・アトランティック・リーグでプレイしていた。

## ランドマークと歴史的な場所
ヘイズルトンのスカイラインはこの大きさの都市としては注目すべきである。近代建築も無く、第二次世界大戦までのアメリカ都市化の面影を残すものである。
- エックリー・マイナーズ・ビレッジ、炭坑住宅
- ヘイズルトン小学校 / 中学校、元ヘイズルトン・シニア高校
- アワーレディ・オブ・マウント・カーメル・チロリアン・ローマ・カトリック教会、アメリカ合衆国で唯一のチロリアン教会だったが閉鎖された
- セントガブリエル・カトリック教区複合施設、ワイオミング通り南122
- セントジョセフ・スロバク・ローマ・カトリック教会、ローレル通り北604、西半球で初めて設立されたスロバキア系ローマ・カトリック教会、
- アルタモント・ホテル
- デュプラン・シルク・ビル
- ヘイズルトン墓地（バイン通り墓地）
- ヘイズルトン国定公園
- マークル・バンキング & トラスト・カンパニー・ビル、ヘイズルトンで最も高いビル
- トレーダーズ・バンク・ビル
- イスラエル・プラット・パーディ邸宅
- ラティマー虐殺の行進、州道924号線のハーウッド近くから始まった

## 姉妹都市
ヘイズルトンは下記の都市と姉妹都市を結んでいる。
- - ポーランド、ルブシュ県、ゴジュフ・ヴィエルコポルスキ
- - アイルランド、ダニゴール、リムリック、バンガー、コールレイン、ダブリン、ベルファスト、レターケニー
- - イタリアとシチリア - コルレオーネ、パレルモ、カトローネ、カターニア、シレント、フィレンツェ、ベッラージョ、ポスティアーノ、ナポリ、ヴェネツィア、カプリ、ランブロ、ミンガルド、カンパニア州

## 気候
ヘイズルトンの気候は湿潤大陸性気候、ケッペンの気候区分では "Dfb" にある。夏が比較的涼しい大陸性気候である。
| ヘイズルトンの気候     | ヘイズルトンの気候 | ヘイズルトンの気候 | ヘイズルトンの気候 | ヘイズルトンの気候 | ヘイズルトンの気候 | ヘイズルトンの気候 | ヘイズルトンの気候 | ヘイズルトンの気候 | ヘイズルトンの気候 | ヘイズルトンの気候 | ヘイズルトンの気候 | ヘイズルトンの気候 | ヘイズルトンの気候 |
| 月                     | 1月                | 2月                | 3月                | 4月                | 5月                | 6月                | 7月                | 8月                | 9月                | 10月               | 11月               | 12月               | 年                 |
| ---------------------- | ------------------ | ------------------ | ------------------ | ------------------ | ------------------ | ------------------ | ------------------ | ------------------ | ------------------ | ------------------ | ------------------ | ------------------ | ------------------ |
| 平均最高気温 °C （°F） | −1 (30)            | 1 (33)             | 5 (41)             | 12 (54)            | 18 (65)            | 22 (72)            | 25 (77)            | 24 (75)            | 20 (68)            | 14 (57)            | 7 (45)             | 1 (34)             | 12.3 (54.3)        |
| 平均最低気温 °C （°F） | −11 (13)           | −9 (15)            | −5 (23)            | 1 (34)             | 7 (44)             | 11 (52)            | 14 (58)            | 13 (56)            | 9 (49)             | 3 (38)             | −2 (29)            | −8 (18)            | 1.9 (35.8)         |
| 降水量 mm （inch）     | 81 (3.2)           | 71 (2.8)           | 86 (3.4)           | 100 (4)            | 117 (4.6)          | 130 (5)            | 112 (4.4)          | 114 (4.5)          | 130 (5)            | 97 (3.8)           | 100 (4)            | 81 (3.2)           | 1,219 (47.9)       |
| 出典：Weatherbase      |                    |                    |                    |                    |                    |                    |                    |                    |                    |                    |                    |                    |                    |